# Матвеевка (Саратовская область)
Матвеевка — село в Балаковском районе Саратовской области, в составе сельского поселения Натальинское муниципальное образование.
Население — 658 (2010).

## История
Основано как владельческая деревня в 1787 году на землях, пожалованных статскому советнику М.Ф. Дольскому, от которого они перешли действительному статскому советнику и кавалеру К.Г. Голикову. По фамилии последнего поселение получило второе название Голиковка (Гильковка). Согласно Списку населённых мест Российской империи по сведениям за 1859 год в деревне Матеевке (Голиковке), относившейся к Николаевскому уезду Самарской губернии, насчитывалось 89 дворов, проживали 262 мужчины и 294 женщины. Деревня располагалась при реке Малый Иргиз, в прибрежье Волги, на расстоянии 90 вёрст от уездного города.
После крестьянской реформы деревня была отнесена к Николевской волости. Согласно населённых мест Самарской губернии по сведениям за 1889 год в Матвеевке проживал 971 житель (русские православного вероисповедания), имелось 178 дворов. Земельный надел составлял 397 десятин удобной и 23 десятины неудобной земли, имелись 4 ветряные мельницы. В 1897 году была освящена новая церковь. Согласно переписи 1897 года в селе проживал 952 человек, все православные.
В 1898 году завершено строительство деревянной на каменном фундаменте церкви во имя Казанской иконы Божией Матери. В 1899 году в Матвеевке открылась смешанная церковно-приходская школа. В июне 1906 года в Матвеевке вспыхнул бунт, подавленный казаками
Согласно Списку населённых мест Самарской губернии 1910 года Матвеевку (Гильковку) населяли бывшие помещичьи крестьяне, преимущественно русские, православные, 590 мужчины и 595 женщин, в селе имелись церковь, церковно-приходская школа, 4 ветряные мельницы.
В 1926 году в селе проживали 528 мужчин и 581 женщина (всего 240 дворов), работала школа 1-й ступени. Казанская церковь в период богоборческих кампаний была закрыта. В середине 1960-х годов в ходе строительства Саратовской ГЭС и создания водохранилища Матвеевка оказалась в зоне затопления. Село было перенесено на юго-восток, на левый берег Берёзовки. Вместе с жителями Матвеевки в новое село также переехали жители сёл – Малый Красный Яр и Дмитриевка. В 1966 году была открыта новая школа. В поздний советский период в селе размещалась центральная усадьба колхоза имени Кирова.

## Физико-географическая характеристика
Село находится в Заволжье, при реке Берёзовка, на высоте около 25-30 метров над уровнем моря. Почвы - чернозёмы южные.
Село расположено примерно в 21 км по прямой в северо-восточном направлении от районного центра города Балаково. По автомобильным дорогам расстояние до районного центра составляет 32 км, до областного центра города Саратов - 190 км, до Самары - 260 км.
Климат
Климат умеренный континентальный (согласно классификации климатов Кёппена - Dfa). Многолетняя норма осадков - 505 мм. Наибольшее количество осадков выпадает в июне (53 мм), наименьшее в марте - 28 мм. Среднегодовая температура положительная и составляет + 5,8 °С, средняя температура самого холодного месяца января -11,5 °С, самого жаркого месяца июля +22,5 °С.
Часовой пояс
Матвеевка, как и вся Саратовская область, находится в часовой зоне МСК+1. Смещение применяемого времени относительно UTC составляет +4:00.

## Население
Динамика численности населения по годам:
| Годы      | 1859 | 1889 | 1897 | 1910 | 1926 | 2002 |
| --------- | ---- | ---- | ---- | ---- | ---- | ---- |
| Население | 556  | 971  | 951  | 1185 | 1109 | 738  |

| 2002 | 2010 |
| ---- | ---- |
| 738  | ↘658 |

Национальный состав
Согласно результатам переписи 2002 года русские составляли 87 % населения села.